# Naproxen
Naproxen is een medicijn dat oorspronkelijk is ontwikkeld voor de behandeling van reumatische gewrichtsklachten. Het middel is werkzaam vanaf ongeveer 1 uur na inname, de pijnstillende werking duurt 7 tot 12 uur. Naproxen behoort tot de groep van niet-steroïde ontstekingsremmers (NSAID's). 
In Nederland is naproxen zonder doktersrecept verkrijgbaar als pijnstiller in een dosering tot 275 mg bij de drogist en daarboven bij de apotheek. De hogere doseringen worden voorgeschreven voor onder andere reumatische klachten.

## Indicaties
De indicaties van naproxen zijn: degeneratieve gewrichtsaandoeningen, o.a. artrose,
ziekte van Bechterew, extra-articulaire aandoeningen, zoals tennisarm, slijmbeursontsteking, schouderontsteking, peesontsteking, peesschedeontsteking, jeugdreuma, jicht, koorts, lage rugpijn, menstruatiepijn (ook de hoeveelheid bloedverlies kan door gebruik van naproxen afnemen), postoperatieve pijn, pijn na tandheelkundige ingrepen, reumatoïde artritis.

## Bijwerkingen
Bijwerkingen van naproxen kunnen zijn misselijkheid, buikpijn, constipatie, hoofdpijn, duizeligheid, oorsuizen, slaperigheid, oedeem, opgezette voeten door het vasthouden van vocht en benauwdheid. Naproxen kan soms een astma-aanval veroorzaken. Ook kunnen maagproblemen optreden en wordt afgeraden het middel in combinatie met alcohol te gebruiken. Overmatig gebruik kan leiden tot leverfalen en in erge gevallen geelzucht. Naproxen wordt afgeraden in combinatie met steroïden en voor mensen ouder dan 65 jaar.

## Zwangerschap en borstvoeding
Gebruik tijdens zwangerschap en borstvoeding wordt afgeraden.